# Estádio Mário Monteiro
Estádio Mário Monteiro – stadion piłkarski, w Cachoeiro de Itapemirim, Espírito Santo, Brazylia, na którym swoje mecze rozgrywa klub Estrela do Norte Futebol Clube.